# Pojdi z mano (film)
Pojdi z mano je slovenski mladinski triler iz leta 2016 v režiji Igorja Šterka, posnet po istoimenskem romanu Dušana Čatra. Štirje trinajstletniki se v iskanju zmagovalne fotografije za šolsko tekmovanje odpravijo v oddaljeno hribovje, kjer se iskanje prave fotografije spremeni v boj za preživetje.

## Igralci
- Ivan Vastl
- Mak Tepšić
- Ronja Matijevec Jerman
- Matija David Brodnik
- Dare Valič
- Ivanka Mežan
- Lotos Šparovec
- Vladimir Vlaškalič
- Gašper Tič